# Raelee Hill
Cet article possède un paronyme, voir Rael.
Raelee Hill est une actrice australienne née le 24 octobre 1972 à Brisbane (Australie).

## Biographie
Connue pour avoir interprété Sikozu une Kalish dans la série Farscape.

## Filmographie
- 1993 : Paradise Beach (feuilleton TV) : Loretta Taylor
- 1995 : Les Voisins (Neighbours) (feuilleton TV) : Serendipity 'Ren' Gottlieb
- 1996 : Black Sun : Maddy
- 1996 : Shark Bay (série télévisée) : Heather
- 1996 : Blue Heelers (série télévisée) : Jamima Bennett
- 1996 : Hotel de Love : Emma Andrews
- 1997 : Brigade des mers (Water Rats) (série télévisée) : Constable Tayler Johnson
- 2000 : BeastMaster, le dernier des survivants (BeastMaster) (série télévisée) : Sela
- 2001 : My Brother Jack (TV) : Sheila
- 2002 : Le Monde perdu (The Lost World) (série télévisée) : Brywik
- 2002 : Farscape (série télévisée) : Sikozu Svala Shanti Sugaysi Shanu
- 2004 : Farscape : Guerre pacificatrice (TV) : Sikozu Svala Shanti Sugaysi Shanu
- 2005 : Blue Water High : Surf Academy (série télévisée) : Lucy
- 2006 : Superman Returns : Hospital Nurse
- 2007 : Long Road to Heaven : Liz Thompson
- 2007 : The Final Winter : Emma
- 2009 : Packed to the Rafters (série télévisée) : Lucy